# Duilio Arigoni

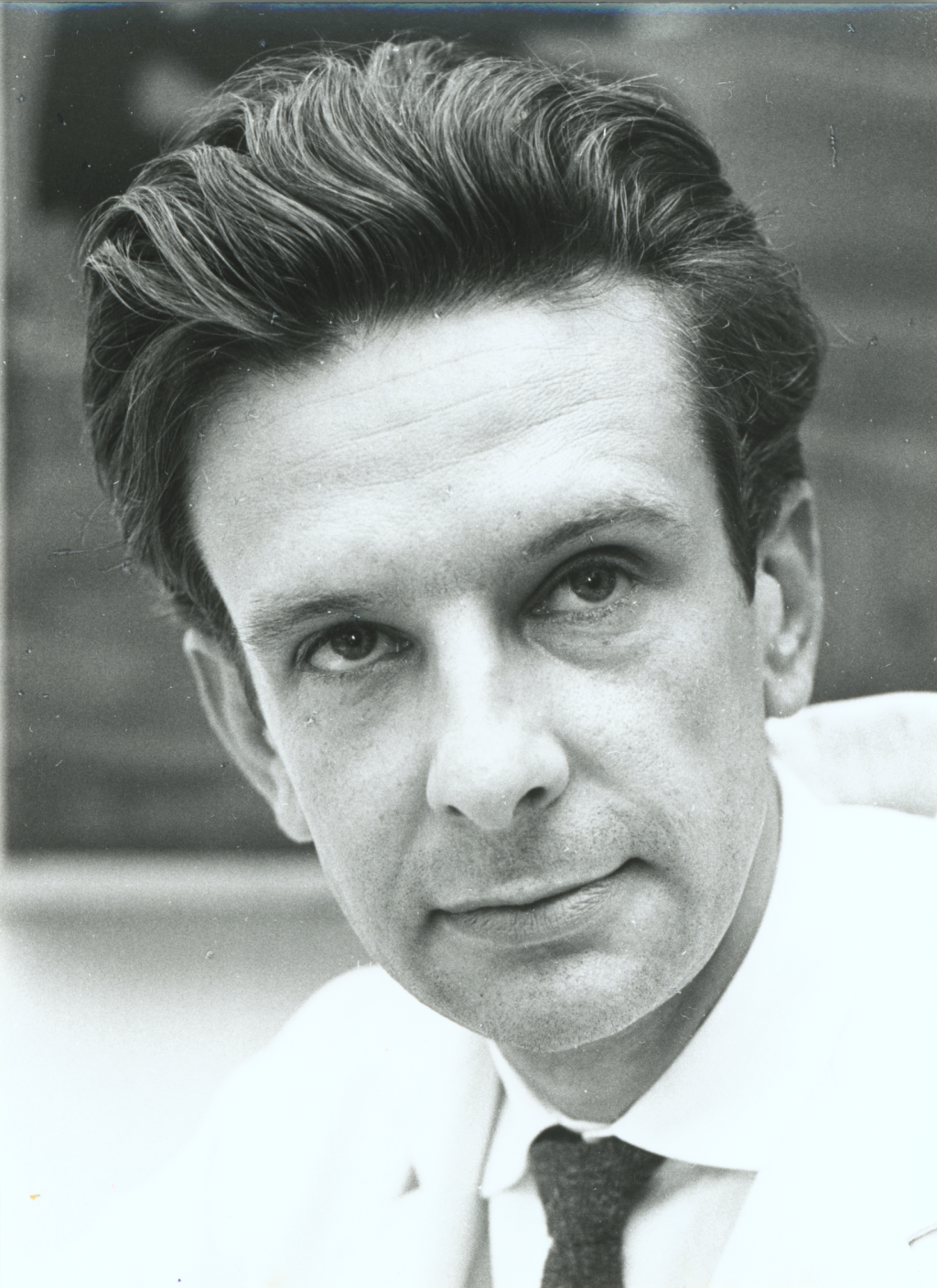
Duilio Arigoni (1961)

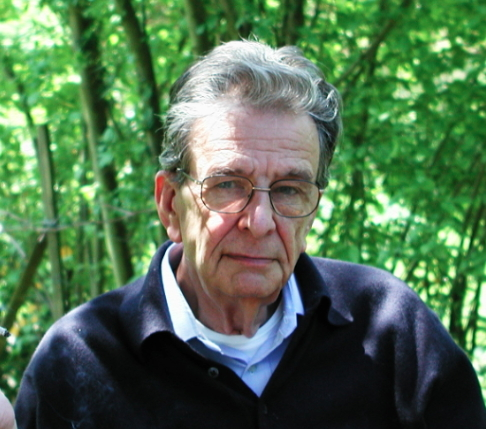
Duilio Arigoni (2002)

Duilio Arigoni (* 6. Dezember 1928 in Lugano; † 10. Juni 2020) war ein Schweizer Chemiker.

## Leben
Er studierte Chemie an der ETH Zürich. 1955 schrieb er seine Doktorarbeit („Über konfigurative Beziehungen bei Steroid- und Terpenverbindungen“) bei Oskar Jeger. Ab 1961 war Arigoni Privatdozent, ab 1962 ausserordentlicher Professor und von 1967 bis 1996 ordentlicher Professor für spezielle Organische Chemie am Laboratorium für Organische Chemie der ETH Zürich, 1999 wurde er emeritiert. Als A. D. White-Professor-at-Large an der Cornell University (1980 bis 1987), sowie als Alexander Todd Visiting Professor an der University of Cambridge (1981) und als R. B. Woodward Visiting Professor an der Harvard University (1983) wirkte er danach.
Seine Forschungsgebiete waren die bioorganische Stereochemie und die Biosynthese von Naturstoffen (u. a. Vitamin B12). Er erweiterte in seinen Studien wesentlich den Einblick in die Dynamik enzymatischer Prozesse, besonders deren Stereochemie.
Arigoni wurde unter anderem 1991 mit dem Marcel-Benoist-Preis für sein Werk geehrt. Er starb im Juni 2020 im Alter von 91 Jahren.

## Ehrungen, Auszeichnungen und Mitgliedschaften
- Award and Silver Medal, ETH Zürich (1955)
- Leopold-Ružička-Preis, ETH Zürich (1961)
- Piria-Medal, Italian Chemical Society (1962)
- Ernest Guenther Award, American Chemical Society (1970)
- Cannizzaro-Award, Accademia dei Lincei, Roma (1971)
- Flintoff Medal, Royal Society of Chemistry, London, UK (1981)
- Davy Medal, the Royal Society, London, UK (1983)
- Robert Robinson Award, Royal Society of Chemistry, UK (1984)
- Welch Award in Chemistry (1985)
- Arthur C. Cope Award, American Chemical Society, USA (1986)
- Paul-Karrer-Medaille, Universität Zürich (1989)
- Quilico-Medal, Italian Chemical Society (1992)
- Marcel-Benoist-Preis (1991)
- Mitglied der Deutschen Akademie der Naturforscher Leopoldina (Halle/Saale)
- Academia Europaea (London)
- Accademia Nazionale delle Scienze, detta dei XL, (Rom)
- Ehrenmitglied der Societé Chimique de France, der Società Chimica Italiana, der Royal Society of Chemistry (London) und der American Academy of Arts and Sciences (Boston), auswärtiges Mitglied der Royal Society (London) und Foreign Associate der National Academy of Sciences (Washington), Ehrenmitglied der Schweizerischen Chemischen Gesellschaft
- Doctor h. c. der Universität Paris-Süd (Paris)